# Liste des chansons de Lady Gaga

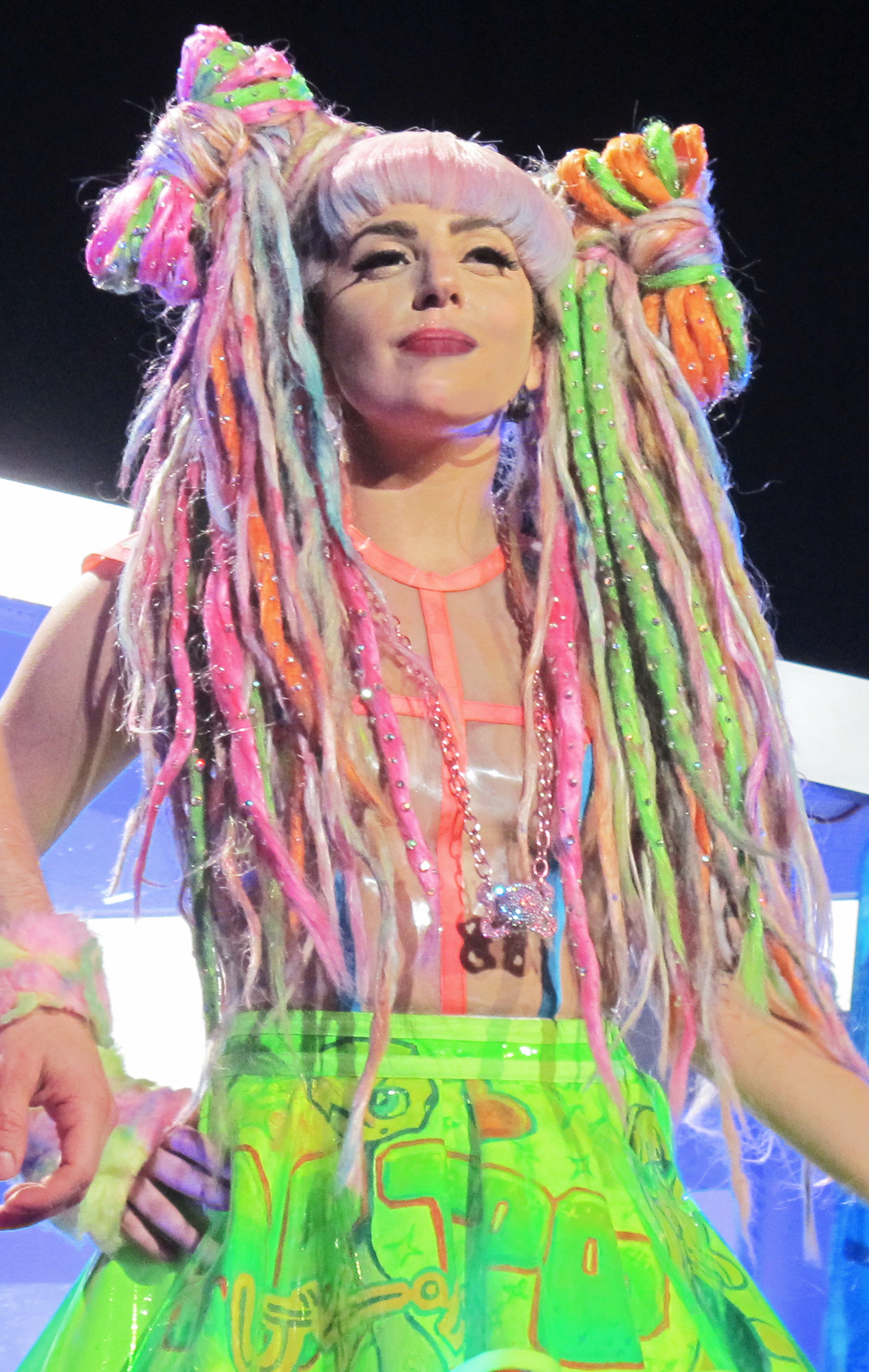
Gaga lors de la tournée ArtRave: The Artpop Ball en 2014.

La liste des chansons enregistrées par Lady Gaga contient toutes les chansons connues enregistrées par la chanteuse américaine Lady Gaga. Ces chansons sont comprises dans plusieurs albums studios, EP et singles.
Après l'échec d'un premier contrat signé avec Def Jam Recordings, Gaga commence à écrire des chansons pour l'éditeur de musique Sony/ATV Music Publishing. Akon l'aide à signer un contrat avec Interscope Records et son propre label KonLive Distribution,.
Après la signature avec le label Interscope, Gaga commence à travailler sur son premier album solo The Fame, celui-ci sort en 2008. Elle sortait l'année suivante, une prolongation The Fame Monster. En 2010, elle sort son deuxième album studio Born This Way. En 2014, Lady Gaga propose son troisième album studio Artpop. Quelques mois plus tard, elle propose avec le chanteur américain Tony Bennett un album de duo Cheek to Cheek reprenant des standards du jazz. En 2016, elle sort son cinquième album studio Joanne. En octobre 2018, elle sort un nouvel album en collaboration avec l'acteur Bradley Cooper, les chansons reprennent les musiques du film A Star Is Born (film, 2018) dans lequel elle interprète le rôle d'Ally Maine. Le 29 mai 2020, son 6e album Chromatica est sorti. 
- Haut – A
- B
- C
- D
- E
- F
- G
- H
- I
- J
- K
- L
- M
- N
- O
- P
- Q
- R
- S
- T
- U
- V
- W
- X
- Y
- Z
- 0-9

## Chansons
| † | Chanson sortie en single                |
| # | Chanson sortie en single promotionnel   |
| ‡ | Chanson écrite uniquement par Lady Gaga |

### 0-9
| Chanson                   | Autres interprètes                                         | Auteur(s)                                                                                  | Album          | Année | Réf(s). |
| ------------------------- | ---------------------------------------------------------- | ------------------------------------------------------------------------------------------ | -------------- | ----- | ------- |
| 3-Way (The Golden Rule) † | The Lonely Island featuring Justin Timberlake et Lady Gaga | Andy Samberg Akiva Schaffer Jorma Taccone Justin Timberlake Alex Schwartz Joe Khajadourian | The Wack Album | 2011  | ,       |
| 911                       | Lady Gaga                                                  | Lady Gaga, Justin Tranter, BloodPop et Madeon                                              | Chromatica     | 2020  |         |
| 1000 Doves                | Lady Gaga                                                  | Lady Gaga Michael Tucker Martin Bresso Rami Yacoub                                         | Chromatica     | 2020  |         |

### A
| Chanson                     | Autres interprètes        | Auteur(s) | Album                  | Année | Réf(s). |
| --------------------------- | ------------------------- | --- | ---------------------- | ----- | ------- |
| Again Again                 | —                         | Lady Gaga Rob Fusari | The Fame               | 2008  | [ 5 ]   |
| Alejandro †                 | —                         | Lady Gaga RedOne | The Fame Monster       | 2009  | [ 6 ]   |
| Americano                   | —                         | Lady Gaga Fernando Garibay Paul "DJ White Shadow" Blair                                                                      | Born This Way          | 2011  | [ 8 ]   |
| Angel Down                  | —                         | Lady Gaga RedOne | Joanne                 | 2016  |         |
| Anything Goes†              | Lady Gaga et Tony Bennett | Cole Porter | Cheek to Cheek         | 2014  | [ 9 ]   |
| Applause †                  | —                         | Lady Gaga Paul "DJ White Shadow" Blair Dino Zisis Nick Monson Martin Bresso Nicholas Mercier Julien Arias William Grigahcine | Artpop                 | 2013  | [ 10 ]  |
| Artpop                      | —                         | Lady Gaga Paul "DJ White Shadow" Blair Dino Zisis Nick Monson                                                                | Artpop                 | 2013  | [ 10 ]  |
| Aura                        | —                         | Lady Gaga Anton Zaslavski Amit Duvdevani Erez Eisen                                                                          | Artpop                 | 2013  | [ 10 ]  |
| A-YO                        | —                         | Lady Gaga Hillary Lindsey Mark Ronson BloodPop                                                                               | Joanne                 | 2016  |         |
| Always Remember Us This Way | —                         | Lady Gaga Natalie Hemby Hillary Lindsey Lori McKenna                                                                         | A Star Is Born (album) | 2018  | [ 11 ]  |

### B
| Chanson                                  | Autres interprètes                        | Auteur(s)                                                                        | Album            | Année | Réf(s). |
| ---------------------------------------- | ----------------------------------------- | -------------------------------------------------------------------------------- | ---------------- | ----- | ------- |
| Baby, It's Cold Outside                  | Lady Gaga et Tony Bennett                 | Frank Loesser                                                                    | —                | 2015  | [ 12 ]  |
| Bad Kids                                 | —                                         | Lady Gaga Jeppe Laursen Fernando Garibay Paul "DJ White Shadow" Blair            | Born This Way    | 2011  | [ 8 ]   |
| Bad Romance †                            | —                                         | Lady Gaga RedOne                                                                 | The Fame Monster | 2009  | [ 6 ]   |
| Bang Bang (My Baby Shot Me Down)         | —                                         | Sonny Bono                                                                       | Cheek to Cheek   | 2014  | [ 9 ]   |
| Beautiful, Dirty, Rich #                 | —                                         | Lady Gaga Rob Fusari                                                             | The Fame         | 2008  | [ 5 ]   |
| Before I Cry                             | —                                         | Lady Gaga Mark Nilan Jr. Nick Monson Paul "DJWS" Blair                           | A Star Is Born   | 2018  | [ 11 ]  |
| Bewitched, Bothered and Bewildered       | —                                         | Richard Rodgers Lorenz Hart                                                      | Cheek to Cheek   | 2014  | [ 9 ]   |
| Big Girl Now                             | New Kids on the Block featuring Lady Gaga | RedOne Donnie Wahlberg Jordan Knight                                             | The Block        | 2008  | [ 14 ]  |
| Bitch, Don't Kill My Vibe (The LG Mix)   | Lady Gaga and Kendrick Lamar              | Lady Gaga Kendrick Duckworth Mark Spears Robin Braun Vindahl Friis Lykke Schmidt | —                | 2011  | [ 15 ]  |
| Black Jesus + Amen Fashion               | —                                         | Lady Gaga Paul "DJ White Shadow" Blair                                           | Born This Way    | 2011  | [ 8 ]   |
| Bloody Mary                              | —                                         | Lady Gaga Fernando Garibay Paul "DJ White Shadow" Blair                          | Born This Way    | 2011  | [ 8 ]   |
| Born This Way †                          | —                                         | Lady Gaga Jeppe Laursen                                                          | Born This Way    | 2011  | [ 8 ]   |
| Born This Way (The Country Road Version) | —                                         | Lady Gaga Jeppe Laursen                                                          | Born This Way    | 2011  | [ 8 ]   |
| Boys Boys Boys                           | —                                         | Lady Gaga RedOne                                                                 | The Fame         | 2008  | [ 5 ]   |
| Brown Eyes                               | —                                         | Lady Gaga Rob Fusari                                                             | The Fame         | 2008  | [ 5 ]   |
| But Beautiful                            | Lady Gaga et Tony Bennett                 | Jimmy Van Heusen Johnny Burke                                                    | Cheek to Cheek   | 2014  | [ 9 ]   |

### C
| Chanson          | Autres interprètes        | Auteur(s) | Album             | Année | Réf(s). |
| ---------------- | ------------------------- | --- | ----------------- | ----- | ------- |
| Cheek to Cheek   | Lady Gaga et Tony Bennett | Irving Berlin | Cheek to Cheek    | 2014  | [ 9 ]   |
| Chillin †        | Wale featuring Lady Gaga  | Lady Gaga Olubowale Akintimehin Gary De Carlo Dale Frashuer Roy C Hammond Paul Leka Andre Christopher Lyon Makeba Riddick Kirk Robinson Marcello Valenzano | Attention Deficit | 2009  | [ 18 ]  |
| Christmas Tree # | featuring Space Cowboy    | Lady Gaga Nicolas Dresti | —                 | 2008  | [ 5 ]   |
| Come to Mama     | —                         | Joshua Tillman Lady Gaga Emile Haynie | Joanne            | 2016  |         |

### D
| Chanson             | Autres interprètes | Auteur(s)                                                                        | Album            | Année | Réf(s). |
| ------------------- | ------------------ | -------------------------------------------------------------------------------- | ---------------- | ----- | ------- |
| Dance in the Dark † | —                  | Lady Gaga Fernando Garibay                                                       | The Fame Monster | 2009  | [ 6 ]   |
| Dancin' in Circles  | —                  | Lady Gaga, Beck Hansen, BloodPop, Mark Ronson                                    | Joanne           | 2016  |         |
| Diamond Heart       | —                  | Lady Gaga Mark Ronson Josh Homme                                                 | Joanne           | 2016  |         |
| Disco Heaven        | —                  | Lady Gaga Rob Fusari Tom Kafafian                                                | The Fame         | 2008  | [ 5 ]   |
| Do What U Want †    | featuring R. Kelly | Lady Gaga Paul "DJ White Shadow" Blair Martin Bresso R. Kelly William Grigahcine | Artpop           | 2013  | [ 10 ]  |
| Donatella           | —                  | Lady Gaga Anton Zaslavski                                                        | Artpop           | 2013  | [ 10 ]  |
| Dope #              | —                  | Lady Gaga Paul "DJ White Shadow" Blair Nick Monson Dino Zisis                    | Artpop           | 2013  | [ 10 ]  |

### E
| Chanson                                                                   | Autres interprètes | Auteur(s)                                               | Album                   | Année | Réf(s). |
| ------------------------------------------------------------------------- | ------------------ | ------------------------------------------------------- | ----------------------- | ----- | ------- |
| The Edge of Glory †                                                       | —                  | Lady Gaga Fernando Garibay Paul "DJ White Shadow" Blair | Born This Way           | 2011  | [ 8 ]   |
| The Edge of Glory (Live Version)                                          | —                  | Lady Gaga Fernando Garibay Paul "DJ White Shadow" Blair | A Very Gaga Holiday     | 2011  | [ 19 ]  |
| Eh, Eh (Nothing Else I Can Say) †                                         | —                  | Lady Gaga Martin Kierszenbaum                           | The Fame                | 2008  | [ 5 ]   |
| Eh, Eh (Nothing Else I Can Say) (Electric Piano & Human Beat Box Version) | —                  | Lady Gaga Martin Kierszenbaum                           | The Cherrytree Sessions | 2009  | [ 20 ]  |
| Electric Chapel                                                           | —                  | Lady Gaga Paul "DJ White Shadow" Blair                  | Born This Way           | 2011  | [ 8 ]   |
| Ev'ry Time We Say Goodbye                                                 | —                  | Cole Porter                                             | Cheek to Cheek          | 2014  | [ 9 ]   |

### F
| Chanson             | Autres interprètes            | Auteur(s)                              | Album                                        | Année | Réf(s). |
| ------------------- | ----------------------------- | -------------------------------------- | -------------------------------------------- | ----- | ------- |
| The Fame            | —                             | Lady Gaga Martin Kierszenbaum          | The Fame                                     | 2008  | [ 5 ]   |
| Fashion             | —                             | Lady Gaga RedOne                       | Confessions d'une accro du shopping          | 2009  | [ 21 ]  |
| Fashion!            | —                             | Lady Gaga Paul "DJ White Shadow" Blair | Artpop                                       | 2013  | [ 10 ]  |
| Fashion of His Love | —                             | Lady Gaga Fernando Garibay             | Born This Way                                | 2011  | [ 8 ]   |
| Firefly             | Lady Gaga et Tony Bennett     | Cy Coleman Carolyn Leigh               | Cheek to Cheek                               | 2014  | [ 9 ]   |
| Fountain of Truth   | Lady Gaga featuring Melle Mel | Lady Gaga Melle Mel Cricket Casey      | The Portal in the Park (bonus CD audio book) | 2006  | [ 22 ]  |

### G
| Chanson           | Autres interprètes        | Auteur(s)                                               | Album          | Année | Réf(s). |
| ----------------- | ------------------------- | ------------------------------------------------------- | -------------- | ----- | ------- |
| Goody Goody       | Lady Gaga et Tony Bennett | Matty Malneck Johnny Mercer                             | Cheek to Cheek | 2014  | [ 9 ]   |
| Government Hooker | —                         | Lady Gaga Fernando Garibay Paul "DJ White Shadow" Blair | Born This Way  | 2011  | [ 8 ]   |
| Grigio Girls      | —                         | Lady Gaga Hillary Lindsey Mark Ronson BloodPop          | Joanne         | 2016  |         |
| G.U.Y. †          | —                         | Lady Gaga Anton Zaslavski                               | Artpop         | 2013  | [ 10 ]  |
| Gypsy             | —                         | Lady Gaga Paul "DJ White Shadow" Blair RedOne           | Artpop         | 2013  | [ 10 ]  |

### H
| Chanson                        | Autres interprètes       | Auteur(s)                                                      | Album              | Année | Réf(s). |
| ------------------------------ | ------------------------ | -------------------------------------------------------------- | ------------------ | ----- | ------- |
| Hair #                         | —                        | Lady Gaga RedOne                                               | Born This Way      | 2011  | [ 8 ]   |
| Heavy Metal Lover              | —                        | Lady Gaga Fernando Garibay                                     | Born This Way      | 2011  | [ 8 ]   |
| Hello, Hello                   | Elton John et Lady Gaga  | Lady Gaga Bernie Taupin Elton John                             | Gnoméo et Juliette | 2011  | [ 23 ]  |
| Hey Girl                       | featuring Florence Welch | Lady Gaga Florence Welch Mark Ronson                           | Joanne             | 2016  |         |
| Highway Unicorn (Road to Love) | —                        | Lady Gaga Fernando Garibay Paul "DJ White Shadow" Blair RedOne | Born This Way      | 2011  | [ 8 ]   |

### I
| Chanson                                            | Autres interprètes        | Auteur(s)                                              | Album                  | Année | Réf(s). |
| -------------------------------------------------- | ------------------------- | ------------------------------------------------------ | ---------------------- | ----- | ------- |
| I Like It Rough                                    | —                         | Lady Gaga Martin Kierszenbaum                          | The Fame               | 2008  | [ 5 ]   |
| I Can't Give You Anything but Love, Baby†          | Lady Gaga et Tony Bennett | Jimmy McHugh Dorothy Fields                            | Cheek to Cheek         | 2014  | [ 9 ]   |
| I Want Your Love                                   | —                         | Bernard Edwards Nile Rodgers                           | —                      | 2015  | [ 24 ]  |
| I Won't Dance                                      | Lady Gaga et Tony Bennett | Jerome Kern Oscar Hammerstein II Otto Harbach          | Cheek to Cheek         | 2014  | [ 9 ]   |
| It Don't Mean a Thing (If It Ain't Got That Swing) | Lady Gaga et Tony Bennett | Duke Ellington Irving Mills                            | Cheek to Cheek         | 2014  | [ 9 ]   |
| I'll Never Love Again                              | Bradley Cooper            | Lady Gaga Natalie Hemby Hillary Lindsey Aaron Raitiere | A Star Is Born (album) | 2018  | [ 11 ]  |

### J
| Chanson                            | Autres interprètes                  | Auteur(s)                                                                                      | Album                   | Année | Réf(s). |
| ---------------------------------- | ----------------------------------- | ---------------------------------------------------------------------------------------------- | ----------------------- | ----- | ------- |
| Jewels N' Drugs                    | featuring T.I. Too Short and Twista | Lady Gaga Paul "DJ White Shadow" Blair Nick Monson Dino Zisis Twista Too Short Clifford Harris | Artpop                  | 2013  | [ 10 ]  |
| Joanne †                           | -                                   | Lady Gaga Mark Ronson                                                                          | Joanne                  | 2016  |         |
| John Wayne                         | —                                   | Lady Gaga Mark Ronson BloodPop Josh Homme                                                      | Joanne                  | 2016  |         |
| Judas †                            | —                                   | Lady Gaga RedOne                                                                               | Born This Way           | 2011  | [ 8 ]   |
| Just Another Day                   | —                                   | Lady Gaga‡                                                                                     | Joanne                  | 2016  |         |
| Just Dance †                       | featuring Colby O'Donis             | Lady Gaga Aliaun Thiam RedOne                                                                  | The Fame                | 2008  | [ 5 ]   |
| Just Dance (Stripped Down Version) | —                                   | Lady Gaga Aliaun Thiam RedOne                                                                  | The Cherrytree Sessions | 2009  | [ 20 ]  |

### L
| Chanson                        | Autres interprètes        | Auteur(s)                   | Album          | Année | Réf(s). |
| ------------------------------ | ------------------------- | --------------------------- | -------------- | ----- | ------- |
| The Lady Is a Tramp †          | Lady Gaga et Tony Bennett | Richard Rodgers Lorenz Hart | Duets II       | 2011  | [ 25 ]  |
| La Vie en Rose                 | —                         | Louiguy, Édith Piaf         | A Star Is Born | 2018  | [ 11 ]  |
| Let's Face the Music and Dance | Lady Gaga et Tony Bennett | Irving Berlin               | Cheek to Cheek | 2014  | [ 9 ]   |
| LoveGame †                     | —                         | Lady Gaga RedOne            | The Fame       | 2008  | [ 5 ]   |
| Lush Life                      | —                         | Billy Strayhorn             | Cheek to Cheek | 2014  | [ 9 ]   |

### M
| Chanson           | Autres interprètes | Auteur(s)                                                     | Album            | Année | Réf(s). |
| ----------------- | ------------------ | ------------------------------------------------------------- | ---------------- | ----- | ------- |
| MANiCURE          | —                  | Lady Gaga Paul "DJ White Shadow" Blair Dino Zisis Nick Monson | Artpop           | 2013  | [ 10 ]  |
| Marry the Night † | —                  | Lady Gaga Fernando Garibay                                    | Born This Way    | 2011  | [ 8 ]   |
| Mary Jane Holland | —                  | Lady Gaga Hugo Leclercq                                       | Artpop           | 2013  | [ 10 ]  |
| Million Reasons † | —                  | Lady Gaga Hillary Lindsey Mark Ronson                         | Joanne           | 2016  |         |
| Money Honey       | —                  | Lady Gaga Bilal Hajji RedOne                                  | The Fame         | 2008  | [ 5 ]   |
| Monster           | —                  | Lady Gaga Nick Dresti RedOne                                  | The Fame Monster | 2009  | [ 6 ]   |

### N
| Chanson    | Autres interprètes        | Auteur(s)  | Album          | Année | Réf(s). |
| ---------- | ------------------------- | ---------- | -------------- | ----- | ------- |
| Nature Boy | Lady Gaga et Tony Bennett | eden ahbez | Cheek to Cheek | 2014  | [ 9 ]   |

### O
| Chanson            | Autres interprètes | Auteur(s)                  | Album               | Année | Réf(s). |
| ------------------ | ------------------ | -------------------------- | ------------------- | ----- | ------- |
| Orange Colored Sky | —                  | Milton DeLugg Willie Stein | A Very Gaga Holiday | 2011  | [ 19 ]  |

### P
| Chanson                            | Autres interprètes | Auteur(s)                                  | Album                   | Année | Réf(s). |
| ---------------------------------- | ------------------ | ------------------------------------------ | ----------------------- | ----- | ------- |
| Paparazzi †                        | —                  | Lady Gaga Rob Fusari                       | The Fame                | 2008  | [ 5 ]   |
| Paper Gangsta                      | —                  | Lady Gaga RedOne                           | The Fame                | 2008  | [ 5 ]   |
| Perfect Illusion †                 | —                  | Lady Gaga Beck Hansen BloodPop Mark Ronson | Joanne                  | 2016  |         |
| Poker Face †                       | —                  | Lady Gaga RedOne                           | The Fame                | 2008  | [ 5 ]   |
| Poker Face (Piano & Voice Version) | —                  | Lady Gaga RedOne                           | The Cherrytree Sessions | 2009  | [ 20 ]  |

### Q
| Chanson   | Autres interprètes | Auteur(s)                  | Album         | Année | Réf(s). |
| --------- | ------------------ | -------------------------- | ------------- | ----- | ------- |
| The Queen | —                  | Lady Gaga Fernando Garibay | Born This Way | 2011  | [ 8 ]   |

### R
| Chanson             | Autres interprètes | Auteur(s)                                                                                                   | Album      | Année | Réf(s). |
| ------------------- | ------------------ | --- | ---------- | ----- | ------- |
| Retro, Dance, Freak | —                  | Lady Gaga Rob Fusari                                                                                        | The Fame   | 2008  | [ 5 ]   |
| Rain on Me          | Ariana Grande      | Lady Gaga Ariana Grande Nija Charles Rami Yacoub Michael Tucker Martin Bresso Alexander Ridha Matthew Burns | Chromatica | 2020  |         |

### S
| Chanson              | Autres interprètes                  | Auteur(s) | Album            | Année | Réf(s). |
| -------------------- | ----------------------------------- | --- | ---------------- | ----- | ------- |
| Scheiße              | —                                   | Lady Gaga RedOne | Born This Way    | 2011  | [ 8 ]   |
| Sexxx Dreams         | —                                   | Lady Gaga Paul "DJ White Shadow" Blair Martin Bresso William Grigahcine                                                                         | Artpop           | 2013  | [ 10 ]  |
| Sine from Above      | Elton John                          | Lady Gaga Elton John BloodPop Rami Yacoub Benjamin Rice Alex Hedfors Johannes Klahr Ryan Tedder Sebastian Ingrosso Vincent Ponte Salem Al Fakir | Chromatica       | 2020  |         |
| Sour Candy           | Blackpink                           | Lady Gaga BloodPop Matthew Burns Rami Yacoub Madison Emiko Love Hong Jun Park                                                                   | Chromatica       | 2020  |         |
| Stupid Love          | —                                   | Lady Gaga Max Martin Ely Weisfeld Michael Tucker Martin Bresso                                                                                  | Chromatica       | 2020  |         |
| Shallow †            | Lady Gaga et Bradley Cooper         | Lady Gaga Mark Ronson Anthony Rossomando Andrew Wyatt                                                                                           | A Star Is Born   | 2018  | [ 11 ]  |
| Sinner's Prayer      | —                                   | Lady Gaga Joshua Tillman Mark Ronson Thomas Brenneck                                                                                            | Joanne           | 2016  |         |
| So Happy I Could Die | —                                   | Lady Gaga Nick Dresti RedOne | The Fame Monster | 2009  | [ 6 ]   |
| Speechless           | —                                   | Lady Gaga ‡ | The Fame Monster | 2009  | [ 6 ]   |
| Starstruck           | featuring Space Cowboy and Flo Rida | Lady Gaga Martin Kierszenbaum Nick Dresti Tramar Dillard                                                                                        | The Fame         | 2008  | [ 5 ]   |
| Stuck on Fuckin' You | —                                   | Lady Gaga ‡ | —                | 2011  | [ 27 ]  |
| Summerboy            | —                                   | Lady Gaga Brian Kierulf Josh Schwartz | The Fame         | 2008  | [ 5 ]   |
| Swine                | —                                   | Lady Gaga Paul "DJ White Shadow" Blair Dino Zisis Nick Monson                                                                                   | Artpop           | 2013  | [ 10 ]  |

### T
| Chanson               | Autres interprètes        | Auteur(s)                                                                  | Album              | Année | Réf(s). |
| --------------------- | ------------------------- | -------------------------------------------------------------------------- | ------------------ | ----- | ------- |
| Teeth                 | —                         | Lady Gaga Taja Riley                                                       | The Fame Monster   | 2009  | [ 6 ]   |
| Telephone †           | featuring Beyoncé         | Lady Gaga Beyoncé Knowles LaShawn Daniels Lazonate Franklin Rodney Jerkins | The Fame Monster   | 2009  | [ 6 ]   |
| They All Laughed      | Lady Gaga et Tony Bennett | George Gershwin Ira Gershwin                                               | Cheek to Cheek     | 2014  | [ 9 ]   |
| Til It Happens to You | —                         | Lady Gaga Diane Warren                                                     | The Hunting Ground | 2015  | [ 28 ]  |

### V
| Chanson                      | Autres interprètes          | Auteur(s)                                                | Album                | Année | Réf(s). |
| ---------------------------- | --------------------------- | -------------------------------------------------------- | -------------------- | ----- | ------- |
| Vanity #                     | —                           | Lady Gaga Rob Fusari Thomas Kafafian                     | —                    | 2008  | ,       |
| Venus #                      | —                           | Lady Gaga Paul "DJ White Shadow" Blair                   | Artpop               | 2013  | [ 10 ]  |
| Video Phone (Extended Remix) | Beyoncé featuring Lady Gaga | Beyoncé Knowles Lady Gaga Sean Garrett Shondrae Crawford | I Am... Sasha Fierce | 2009  | [ 31 ]  |

### W
| Chanson              | Autres interprètes                     | Auteur(s)                      | Album                                        | Année | Réf(s). |
| -------------------- | -------------------------------------- | ------------------------------ | -------------------------------------------- | ----- | ------- |
| We're Doing a Sequel | Muppets avec Lady Gaga et Tony Bennett | Bret McKenzie                  | Opération Muppets                            | 2014  | ,       |
| White Christmas      | —                                      | Irving Berlin                  | A Very Gaga Holiday                          | 2011  | [ 19 ]  |
| Winter Wonderland #  | Lady Gaga et Tony Bennett              | Felix Bernard Richard B. Smith | —                                            | 2014  | [ 34 ]  |
| World Family Tree    | Melle Mel featuring Lady Gaga          | Melle Mel Lady Gaga            | The Portal in the Park (bonus CD audio book) | 2006  | [ 22 ]  |

### Y
| Chanson                  | Autres interprètes | Auteur(s)   | Album               | Année | Réf(s). |
| ------------------------ | ------------------ | ----------- | ------------------- | ----- | ------- |
| You and I †              | —                  | Lady Gaga ‡ | Born This Way       | 2011  | [ 8 ]   |
| You and I (Live Version) | —                  | Lady Gaga ‡ | A Very Gaga Holiday | 2011  | [ 19 ]  |